# La Danseuse
La bailarina, título original en francés La Danseuse, es el nombre de una película francesa dirigida por Stéphanie Di Giusto en 2016.

## Sinopsis
Nada destinaba a Loïe Fuller, oriunda del oeste de Estados Unidos, a convertirse en un icono de la Belle Époque y mucho menos en bailarina del teatro de la Ópera de París. A pesar de sufrir dolores de espalda y de tener los ojos dañados por las luces del teatro, no dejará de perfeccionar su danza. Sin embargo, la llegada de Isadora Duncan, joven prodigiosa sedienta de éxito, precipitará su caída.

## Reparto
- Stéphanie Sokolinski como Loie Fuller
- Gaspard Ulliel como Louis
- Mélanie Thierry como Gabrielle
- Lily-Rose Depp como Isadora Duncan
- François Damiens como Marchand
- Louis-Do de Lencquesaing como Armand
- Denis Ménochet como Ruben
- Amanda Plummer como Lili
- William Houston as Rud
- Shimehiro Nishikawa como Sada Yacco

## Recepción de la crítica
La película no ha alcanzado la totalidad de críticas positivas:
"Un debut fresco y bien equipado, pero muy insípido para la guionista y directora Stephanie De Giusto." dijo Leslie Felperin: The Hollywood Reporter.
"Aunque 'La bailarina' no presenta virtudes excepcionales, su puesta en escena consigue dar cierta idea del esfuerzo ejercido por su protagonista. (...) Puntuación: ★★½ (sobre 5)" dijo Yago García: Cinemanía.

## Premios
* Fuente: Página de la película en IMDb. 
| Año  | Premio o festival  | Categoría                 | Nominado             | Resultado |
| ---- | ------------------ | ------------------------- | -------------------- | --------- |
| 2016 | Festival de Cannes | Un certain regard         | Stéphanie Di Giusto  | Nominada  |
| 2016 | Festival de Cannes | Caméra d'or               | Stéphanie Di Giusto  | Nominada  |
| 2016 | Festival de Cannes | Queer Palm                | Stéphanie Di Giusto  | Nominada  |
| 2017 | Premios César      | Mejor actriz              | Stéphanie Sokolinski | Nominada  |
| 2017 | Premios César      | Mejor actriz secundaria   | Mélanie Thierry      | Nominada  |
| 2017 | Premios César      | Mejor revelación femenina | Lily-Rose Depp       | Nominada  |
| 2017 | Premios César      | Mejor vestuario           | Anaïs Romand         | Ganadora  |
| 2017 | Premios César      | Mejor decorado            | Carlos Conti         | Nominado  |
| 2017 | Premios César      | Mejor primera película    | Stéphanie Di Giusto  | Nominada  |
| 2017 | Premios Lumières   | Mejor actriz              | Stéphanie Sokolinski | Nominada  |
| 2017 | Premios Lumières   | Mejor fotografía          | Benoît Debie         | Nominado  |
| 2017 | Premios Lumières   | Mejor revelación femenina | Lily-Rose Depp       | Nominada  |
| 2017 | Premios Lumières   | Mejor primera película    | Stéphanie Di Giusto  | Nominada  |
| 2017 | Premios Magritte   | Mejor fotografía          | Benoît Debie         | Nominado  |